# 仁政
仁政是一种儒家思想。是儒家代表孟子从孔子的“仁学”继承发展而来。孟子在與梁惠王對話時提出實行仁政的三大要點，分別為刑法不應太嚴苛、減少國家的支出和稅收、教導農民改良農業種植技術。